# Matías Fernández
Matías Ariel Fernández Fernández (Buenos Aires, 15 mei 1986) is een Chileens profvoetballer. Hij verruilde in 2012 Sporting Lissabon voor ACF Fiorentina. Fernández heeft als bijnamen El Pelusa en Matigol.

## Clubcarrière
Fernández speelde in Chili vanaf twaalfjarige leeftijd bij topclub Colo-Colo. Op 1 augustus 2004 debuteerde hij in het eerste elftal tegen Colo-Colo's aartsrivaal Universidad de Chile. Een week later maakte Fernández tegen CD Cobresal zijn eerste twee doelpunten in de Primera División de Chili. Met Colo-Colo won de middenvelder in 2006 zowel de Apertura als de Clausura van de Chileense competitie. In hetzelfde jaar bereikte Fernández met zijn club de finale van de Copa Sudamericana. In dit toernooi maakte hij in zes wedstrijden negen doelpunten. Het Mexicaanse Pachuca CF won echter in de finale van Colo-Colo. In december 2006 werd de Chileen gecontracteerd door Villarreal CF voor 8,7 miljoen euro. Hij trof daar zijn landgenoot Manuel Pellegrini als trainer. In de zomer van 2012 nam ACF Fiorentina Fernández over van Sporting CP, waar hij tussen 2009 en 2012 speelde.

## Interlandcarrière
Fernández was in 2005 aanvoerder van Chili op het WK Onder-20 in Nederland. Hij scoorde eenmaal in de groepswedstrijd tegen Honduras, die met 7-0 gewonnen werd door de Chilenen. In de achtste finale verloor de ploeg van bondscoach José Sulantay van Nederland. Later in 2005 debuteerde Fernández tegen Peru in het Chileens nationaal elftal. Isla speelde mee in elf interlands in het kwalificatietoernooi voor het Wereldkampioenschap voetbal 2014 in Brazilië, waarvan hij er vijf verloor. Op het kampioenschap in de zomer van 2014 zou Fernández met Chili het moeten opnemen tegen onder meer het Nederlands voetbalelftal. Op 20 mei werd echter duidelijk dat Fernández door een enkelblessure niet tijdig fit is en deelname aan het toernooi misloopt. Fernández was wel fit voor de Copa América 2015, gehouden in Chili. Chili won het toernooi en Fernández kwam als invaller in het veld tijdens de finale tegen Argentinië.
| Interlands van Matías Fernández voor Chili | Interlands van Matías Fernández voor Chili | Interlands van Matías Fernández voor Chili | Interlands van Matías Fernández voor Chili | Interlands van Matías Fernández voor Chili | Interlands van Matías Fernández voor Chili | Interlands van Matías Fernández voor Chili |
| №                                          | Datum                                      | Wedstrijd                                  | Uitslag                                    | Competitie                                 | Goals                                      |                                            |
| Als speler bij Colo-Colo                   | Als speler bij Colo-Colo                   | Als speler bij Colo-Colo                   | Als speler bij Colo-Colo                   | Als speler bij Colo-Colo                   | Als speler bij Colo-Colo                   | Als speler bij Colo-Colo                   |
| ------------------------------------------ | ------------------------------------------ | ------------------------------------------ | ------------------------------------------ | ------------------------------------------ | ------------------------------------------ | ------------------------------------------ |
| 1.                                         | 18 augustus 2005                           | Peru – Chili                               | 3 – 1                                      | Vriendschappelijk                          | 0                                          |                                            |
| 2.                                         | 13 oktober 2005                            | Chili – Ecuador                            | 0 – 0                                      | Vriendschappelijk                          | 0                                          |                                            |
| 3.                                         | 26 april 2006                              | Chili – Nieuw-Zeeland                      | 4 – 1                                      | Vriendschappelijk                          | 0                                          |                                            |
| 4.                                         | 17 augustus 2006                           | Chili – Colombia                           | 1 – 2                                      | Vriendschappelijk                          | 0                                          |                                            |
| Als speler bij Villareal CF                |                                            |                                            |                                            |                                            |                                            |                                            |
| 5.                                         | 8 februari 2007                            | Venezuela – Chili                          | 0 – 1                                      | Vriendschappelijk                          | 1                                          |                                            |
| 6.                                         | 24 maart 2007                              | Brazilië – Chili                           | 4 – 0                                      | Vriendschappelijk                          | 0                                          |                                            |
| 7.                                         | 3 juni 2007                                | Costa Rica – Chili                         | 2 – 0                                      | Vriendschappelijk                          | 0                                          |                                            |
| 8.                                         | 28 juni 2007                               | Ecuador – Chili                            | 2 – 3                                      | Copa América                               | 0                                          |                                            |
| 9.                                         | 8 juli 2007                                | Chili – Brazilië                           | 1 – 6                                      | Copa América                               | 0                                          |                                            |
| 10.                                        | 7 september 2007                           | Zwitserland – Chili                        | 2 – 1                                      | Vriendschappelijk                          | 0                                          |                                            |
| 11.                                        | 11 september 2007                          | Oostenrijk – Chili                         | 0 – 2                                      | Vriendschappelijk                          | 0                                          |                                            |
| 12.                                        | 13 oktober 2007                            | Argentinië – Chili                         | 2 – 0                                      | Kwalificatie WK 2010                       | 0                                          |                                            |
| 13.                                        | 18 oktober 2007                            | Chili – Peru                               | 2 – 0                                      | Kwalificatie WK 2010                       | 1                                          |                                            |
| 14.                                        | 18 november 2007                           | Uruguay – Chili                            | 2 – 2                                      | Kwalificatie WK 2010                       | 0                                          |                                            |
| 15.                                        | 22 november 2007                           | Chili – Paraguay                           | 0 – 3                                      | Kwalificatie WK 2010                       | 0                                          |                                            |
| 16.                                        | 26 maart 2008                              | Israël – Chili                             | 1 – 0                                      | Vriendschappelijk                          | 0                                          |                                            |
| 17.                                        | 20 augustus 2008                           | Turkije – Chili                            | 1 – 0                                      | Vriendschappelijk                          | 0                                          |                                            |
| 18.                                        | 8 september 2008                           | Chili – Brazilië                           | 0 – 3                                      | Kwalificatie WK 2010                       | 0                                          |                                            |
| 19.                                        | 11 september 2008                          | Chili – Colombia                           | 4 – 0                                      | Kwalificatie WK 2010                       | 1                                          |                                            |
| 20.                                        | 12 oktober 2008                            | Ecuador – Chili                            | 1 – 0                                      | Kwalificatie WK 2010                       | 0                                          |                                            |
| 21.                                        | 16 oktober 2008                            | Chili – Argentinië                         | 1 – 0                                      | Kwalificatie WK 2010                       | 0                                          |                                            |
| 22.                                        | 19 november 2008                           | Spanje – Chili                             | 3 – 0                                      | Vriendschappelijk                          | 0                                          |                                            |
| 23.                                        | 11 februari 2009                           | Zuid-Afrika – Chili                        | 0 – 2                                      | Vriendschappelijk                          | 0                                          |                                            |
| 24.                                        | 30 maart 2009                              | Peru – Chili                               | 1 – 3                                      | Kwalificatie WK 2010                       | 1                                          |                                            |
| 25.                                        | 2 april 2009                               | Chili – Uruguay                            | 0 – 0                                      | Kwalificatie WK 2010                       | 0                                          |                                            |
| 26.                                        | 7 juni 2009                                | Paraguay – Chili                           | 0 – 2                                      | Kwalificatie WK 2010                       | 1                                          |                                            |
| 27.                                        | 11 juni 2009                               | Chili – Bolivia                            | 4 – 0                                      | Kwalificatie WK 2010                       | 0                                          |                                            |
| Als speler bij Sporting CP                 |                                            |                                            |                                            |                                            |                                            |                                            |
| 28.                                        | 12 augustus 2009                           | Denemarken – Chili                         | 1 – 2                                      | Vriendschappelijk                          | 0                                          |                                            |
| 29.                                        | 6 september 2009                           | Chili – Venezuela                          | 2 – 2                                      | Kwalificatie WK 2010                       | 0                                          |                                            |
| 30.                                        | 10 september 2009                          | Brazilië – Chili                           | 4 – 2                                      | Kwalificatie WK 2010                       | 0                                          |                                            |
| 31.                                        | 11 oktober 2009                            | Colombia – Chili                           | 2 – 4                                      | Kwalificatie WK 2010                       | 0                                          |                                            |
| 32.                                        | 17 november 2009                           | Slowakije – Chili                          | 1 – 2                                      | Vriendschappelijk                          | 0                                          |                                            |
| 33.                                        | 16 mei 2010                                | Mexico – Chili                             | 1 – 0                                      | Vriendschappelijk                          | 0                                          |                                            |
| 34.                                        | 30 mei 2010                                | Chili – Noord-Ierland                      | 1 – 0                                      | Vriendschappelijk                          | 0                                          |                                            |
| 35.                                        | 16 juni 2010                               | Honduras – Chili                           | 0 – 1                                      | WK 2010                                    | 0                                          |                                            |
| 36.                                        | 21 juni 2010                               | Chili – Zwitserland                        | 1 – 0                                      | WK 2010                                    | 0                                          |                                            |
| 37.                                        | 26 maart 2011                              | Portugal – Chili                           | 1 – 1                                      | Vriendschappelijk                          | 1                                          |                                            |
| 38.                                        | 29 maart 2011                              | Colombia – Chili                           | 0 – 2                                      | Vriendschappelijk                          | 1                                          |                                            |
| 39.                                        | 20 juni 2011                               | Chili – Estland                            | 4 – 0                                      | Vriendschappelijk                          | 1                                          |                                            |
| 40.                                        | 5 juli 2011                                | Chili – Mexico                             | 2 – 1                                      | Copa América                               | 0                                          |                                            |
| 41.                                        | 8 oktober 2011                             | Argentinië – Chili                         | 4 – 1                                      | Kwalificatie WK 2014                       | 1                                          |                                            |
| 42.                                        | 12 oktober 2011                            | Chili – Peru                               | 4 – 2                                      | Kwalificatie WK 2014                       | 0                                          |                                            |
| 43.                                        | 11 november 2011                           | Uruguay – Chili                            | 4 – 0                                      | Kwalificatie WK 2014                       | 0                                          |                                            |
| 44.                                        | 1 maart 2012                               | Chili – Ghana                              | 1 – 1                                      | Vriendschappelijk                          | 1                                          |                                            |
| 45.                                        | 2 juni 2012                                | Bolivia – Chili                            | 0 – 2                                      | Kwalificatie WK 2014                       | 0                                          |                                            |
| 46.                                        | 10 juni 2012                               | Venezuela – Chili                          | 0 – 2                                      | Kwalificatie WK 2014                       | 1                                          |                                            |
| Als speler bij ACF Fiorentina              |                                            |                                            |                                            |                                            |                                            |                                            |
| 47.                                        | 11 september 2012                          | Chili – Colombia                           | 1 – 3                                      | Kwalificatie WK 2014                       | 1                                          |                                            |
| 48.                                        | 12 oktober 2012                            | Ecuador – Chili                            | 3 – 1                                      | Kwalificatie WK 2014                       | 0                                          |                                            |
| 49.                                        | 17 oktober 2012                            | Chili – Argentinië                         | 1 – 2                                      | Kwalificatie WK 2014                       | 0                                          |                                            |
| 50.                                        | 14 november 2012                           | Chili – Servië                             | 1 – 3                                      | Vriendschappelijk                          | 0                                          |                                            |
| 51.                                        | 27 maart 2013                              | Chili – Uruguay                            | 2 – 0                                      | Kwalificatie WK 2014                       | 0                                          |                                            |
| 52.                                        | 8 juni 2013                                | Paraguay – Chili                           | 1 – 2                                      | Kwalificatie WK 2014                       | 0                                          |                                            |
| 53.                                        | 16 oktober 2013                            | Chili – Ecuador                            | 2 – 1                                      | Kwalificatie WK 2014                       | 0                                          |                                            |
| 54.                                        | 15 november 2013                           | Engeland – Chili                           | 0 – 2                                      | Vriendschappelijk                          | 0                                          |                                            |
| 55.                                        | 20 november 2013                           | Brazilië – Chili                           | 2 – 1                                      | Vriendschappelijk                          | 0                                          |                                            |
| 56.                                        | 5 maart 2014                               | Duitsland – Chili                          | 1 – 0                                      | Vriendschappelijk                          | 0                                          |                                            |

Bijgewerkt op 20 mei 2014.

## Voetballer van het jaar
Fernández werd in 2006 verkozen tot Zuid-Amerikaans voetballer van het jaar. Hij eindigde voor de Argentijnen Rodrigo Palacio en Fernando Gago. Fernández was na Marcelo Salas in 1997 de tweede Chileen die verkozen werd tot Zuid-Amerikaans voetballer van het jaar.

## Erelijst
| Competitie                          |           |           |           |           |
| Competitie                          | Aantal    | Jaren     |           |           |
| Colo-Colo                           | Colo-Colo | Colo-Colo | Colo-Colo | Colo-Colo |
| ----------------------------------- | --------- | --------- | --------- | --------- |
| Primera División (Winnaar Apertura) | 1x        | 2006      |           |           |
| Primera División (Winnaar Clausura) | 1x        | 2006      |           |           |
| Chili                               |           |           |           |           |
| Copa América                        | 1x        | 2015      |           |           |

Individueel
- Chileens voetballer van het jaar: 2006
- Zuid-Amerikaans voetballer van het jaar: 2006